# Juniperus procera
Juniperus procera là một loài cây lá kim bản địa vùng đồi núi châu Phi và bán đảo Ả Rập. Đây là loài cây điển hình cho hệ thực vật Afromontane.

## Mô tả
Juniperus procera là cây kích thước trung bình, thường đạt chiều cao 20–25 m (có khi 40 m), với nhánh cây đường kính đến 1,5–2 m.

## Phân bố
Juniperus procera là loài bản địa bán đảo Ả Rập (Ả Rập Xê Út và Yemen), cũng như miền đông bắc, đông, trung-tây, và nam châu Phi nhiệt đới (Cộng hòa Dân chủ Congo; Cộng hòa Congo; Djibouti; Eritrea; Ethiopia; Kenya; Malawi; Mozambique; Somalia; Sudan; Tanzania; Uganda; Zambia; và Zimbabwe)